# 薄墨的盡頭
《薄墨的盡頭》是岩宗治生創作的末日題材日本漫畫，於KADOKAWA旗下的漫畫雜誌《Harta》連載。本作於2024年的《這本漫畫真厲害！》中的男生篇獲得排名第六。

## 劇情簡介
由於異形「斷罪者」的出現，導致大部分人類在這個世界中滅絕。吸入「斷罪者」釋放的瘴氣後，人類會感染奇怪的疾病——「結晶病」並很快的迎接死亡。負責發現和保護倖存者，並淨化蔓延土地的病原體的調查員少女，為了尋找尚未被發現的人類，繼續在無人且美麗的城市廢墟中行走。

## 登場角色

### 主要人物
丑三小夜
本作主角。人造人，丑三技研究機關的臨時調查員。受到的任何傷害都會以極快的速度再生。作為臨時調查員的任務是淨化「結晶病」並搜尋生還者。

## 出版書籍
| 卷數 | KADOKAWA      | KADOKAWA               | 台灣角川      | 台灣角川               |
| 卷數 | 發售日期      | ISBN                   | 發售日期      | ISBN                   |
| ---- | ------------- | ---------------------- | ------------- | ---------------------- |
| 1    | 2023年4月14日 | ISBN 978-4-047-37455-3 | 2024年5月16日 | ISBN 978-6-263-78959-3 |
| 2    | 2023年9月15日 | ISBN 978-4-047-37461-4 | 2025年2月20日 | ISBN 978-6-264-15285-3 |
| 3    | 2024年7月12日 | ISBN 978-4-047-37953-4 | 2025年3月6日  | ISBN 978-6-264-15419-2 |

## 迴響
2024年的《這本漫畫真厲害！》中，本作於男生篇排名第六。同時，本作的故事情節和藝術風格也受MyAnimeList的用戶推薦。

## 外部連結
- ComicWalker（日語）